# Lenda da punhalada pelas costas

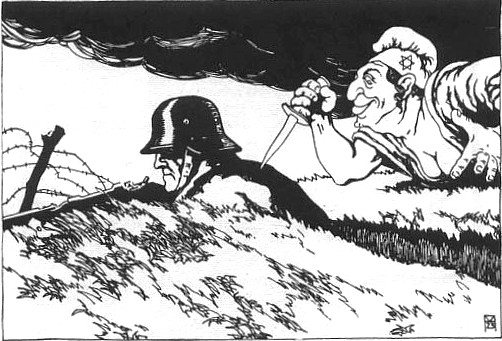
Ilustração em um postal austríaco (1919).

A Lenda da Punhalada pelas Costas (em alemão: Dolchstoßlegende) foi uma popular lenda política do período entre-guerras na Alemanha, que se manteve até às vésperas da Segunda Guerra Mundial. A lenda atribuía a derrota do Império Alemão na Primeira Guerra Mundial ao fracasso do povo em responder ao "chamado patriótico" e à sabotagem do esforço de guerra pelos socialistas, bolcheviques e judeus alemães, e não pela incapacidade do Reichsheer de participar da batalha, exonerando os militares do país de sua perda.
Historicamente, a Dolchstoßlegende revelou-se importante para a ascensão política de Adolf Hitler e para o crescimento do Partido Nazista, já que muito de sua base política original consistia de veteranos da Primeira Guerra Mundial e muitos estavam próximos à interpretação Dolchstoß da história recente alemã.